# Giordano Piccinotti

Wappen von Giordano Piccinotti

Giordano Piccinotti SDB (* 23. Februar 1975 in Manerbio, Provinz Brescia) ist ein italienischer römisch-katholischer Ordensgeistlicher und Kurienerzbischof. Er ist Präsident der Güterverwaltung des Apostolischen Stuhls.

## Leben
Giordano Piccinotti trat der Ordensgemeinschaft der Salesianer Don Boscos bei und absolvierte von 1997 bis 1998 das Noviziat in Pinerolo. Er legte am 8. September 1998 die zeitliche und am 12. September 2004 die ewige Profess ab. Am 17. Juni 2006 empfing er das Sakrament der Priesterweihe. Nach weiterführenden Studien erwarb er an der Päpstlichen Universität der Salesianer in Rom ein Lizenziat im Fach Spirituelle Theologie.
Nach der Priesterweihe war Piccinotti zunächst Ökonom der Salesianerkommunitäten in Lugano (2007–2011 und 2016–2017) und in Mailand (2011–2015). Von 2011 bis 2017 war er in dieser Funktion auch für die Ordensprovinz tätig. Zudem leitete er die Fondazione Opera Don Bosco nel Mondo in Lugano und die Fondazione Opera Don Bosco in Mailand. Außerdem war er Prokurator der Stiftung des Istituto Elvetico der Salesianer in Lugano. Anschließend fungierte Piccinotti als Schatzmeister des Verwaltungsrats der Nichtregierungsorganisation Volontariato Internazionale per lo Sviluppo (VIS). Darüber hinaus gehörte er dem Beirat der Stiftung Don Bosco in der Welt in Schaan an.
Papst Franziskus ernannte ihn am 6. Januar 2023 zum Untersekretär der Güterverwaltung des Apostolischen Stuhls und am 2. Oktober desselben Jahres schließlich zu deren Präsidenten. Am 15. November 2023 berief ihn Papst Franziskus zudem zum Präsidenten des Verwaltungsrats der Fondazione per la Sanità Cattolica und am 16. Dezember desselben Jahres zum Mitglied der Kommission für die vorbehaltenen Wirtschaftsangelegenheiten. Am 31. Januar 2024 ernannte ihn Papst Franziskus zudem zum Titularerzbischof von Gradisca, die Bischofsweihe erfolgte am 20. April 2024.